# Telescope Point
Telescope Point (auch französisch Pointe de la Grand Riviere) ist eine Landzunge an der Ostküste von Grenada. Verwaltungsmäßig gehört das Gebiet zum Parish Saint Andrew.

## Geographie
Die Landzunge östlich von Grenville trennt die Grenville Bay (Ance de L’Esterre) und die Great River Bay (Ance de la Grand Riviere). Die Siedlung Telescope ist nach der Landzunge benannt. Nur wenige hundert Meter vor der Küste liegt in der Verlängerung der Telescope Rock.